# Remo Ankli
Remo Ankli, né le 14 juin 1973 (originaire de Zullwil), est une personnalité politique suisse du canton de Soleure, membre du Parti libéral-radical.
Il est membre du gouvernement du canton de Soleure depuis 2013, à la tête du département de la formation et de la culture.

## Biographie
Remo Ankli naît le 14 juin 1973. Il est originaire de Zullwil, dans le canton de Soleure.
Il grandit à Beinwil (Soleure). Après sa maturité gymnasiale à Laufon, il fait des études d'histoire aux universités de Bâle et de Fribourg-en-Brisgau, puis de théologie à l'Université de Fribourg. Il y obtient un doctorat avec une thèse consacrée au Kulturkampf dans la région du Schwarzbubenland.
Il est célibataire et habite à Beinwil.

## Parcours politique
Il adhère tôt au Parti radical-démocratique (PRD), par tradition familiale.
Il est élu président de la commune de Beinwil (Soleure) en 2001, à l'âge de 28 ans, et exerce cette fonction jusqu'à son élection au Conseil d'État du canton de Soleure en 2013, tout en siégeant en parallèle au parlement cantonal à partir de 2005,. Il est secrétaire du PRD du canton de Soleure de 2010 à 2013.
Il est élu au Conseil d'État au second tour le 14 avril 2013, en première position des candidats restants, après avoir enregistré un mauvais score au premier tour. Il succède le 1er août 2013 à Christian Wanner au gouvernement et y dirige le département de la formation et de la culture. Il est réélu pour un deuxième et un troisième mandat de quatre ans au premier tour le 12 mars 2017 et le 7 mars 2021, avec le meilleur résultat de l'ensemble des candidats,.
Il préside le gouvernement cantonal en 2017 et 2022.
Il est candidat au Conseil des États en octobre 2023.

### Positionnement politique
Une évaluation réalisée par Smartvote en 2013 le classe bien plus à droite que sa colistière Esther Gassler (de) et davantage à droite que le candidat de l'UDC sur la question du développement des prestations sociales de l'État, qu'il déclare vouloir restreindre.